# Élections générales britanniques de 2001 à Édimbourg
Des élections générales britanniques ont lieu le 7 juin 2001 pour élire la 53e législature du Parlement du Royaume-Uni. Édimbourg élit 6 des 72 députés écossais.

## Résultats

### Global
| Partis | Partis                        | Voix    | Voix  | Voix       | Total des sièges | Total des sièges | Total des sièges |
| Partis | Partis                        | Votes   | %     | +/−        | Sièges           | +/−              |                  |
| ------ | ----------------------------- | ------- | ----- | ---------- | ---------------- | ---------------- | ---------------- |
|        | Parti travailliste            | 88 488  | 40,66 | 1,58       | 5 / 6            | stagnation       |                  |
|        | Libéraux-démocrates           | 48 889  | 22,46 | 4,12       | 1 / 6            | stagnation       |                  |
|        | Parti conservateur            | 43 296  | 19,89 | 3,04       | 0 / 6            | stagnation       |                  |
|        | Parti national écossais       | 28 018  | 12,87 | 1,89       | 0 / 6            | stagnation       |                  |
|        | Parti socialiste              | 6 255   | 2,87  |            | 0 / 6            |                  |                  |
|        | Parti vert                    | 1 809   | 0,83  | 0,52       | 0 / 6            | stagnation       |                  |
|        | Parti travailliste socialiste | 259     | 0,12  |            | 0 / 6            |                  |                  |
|        | UKIP                          | 105     | 0,05  | 0,02       | 0 / 6            | stagnation       |                  |
|        | Autres                        | 535     | 0,26  |            | 0 / 6            | stagnation       |                  |
| Total  | Total                         | 217 654 | 100   | stagnation | 6 / 6            | stagnation       |                  |

### Par circonscription

#### Edinburgh Central
| Candidats                      | Candidats                      | Partis                         | Voix   | %    | +/− |
| ------------------------------ | ------------------------------ | ------------------------------ | ------ | ---- | --- |
|                                | Alistair Darling               | Parti travailliste             | 14 495 | 42,1 | 5,0 |
|                                | Andrew Myles                   | Libéraux-démocrates            | 6 353  | 18,5 | 5,4 |
|                                | Alastair Orr                   | Parti conservateur             | 5 643  | 16,4 | 4,8 |
|                                | Ian McKee                      | Parti national écossais        | 4 832  | 14,1 | 1,7 |
|                                | Graeme Farmer                  | Parti vert                     | 1 809  | 5,3  | 3,9 |
|                                | Kevin Williamson               | Parti socialiste               | 1 258  | 3,7  |     |
| Total (Participation : 52,0 %) | Total (Participation : 52,0 %) | Total (Participation : 52,0 %) | 34 390 | 100  |     |

#### Edinburgh East & Musselburgh
| Candidats                      | Candidats                      | Partis                         | Voix   | %    | +/− |
| ------------------------------ | ------------------------------ | ------------------------------ | ------ | ---- | --- |
|                                | Gavin Strang                   | Parti travailliste             | 18 124 | 52,6 | 1,0 |
|                                | Rob Munn                       | Parti national écossais        | 5 956  | 17,3 | 1,8 |
|                                | Gary Peacock                   | Libéraux-démocrates            | 4 981  | 14,5 | 3,8 |
|                                | Peter Finnie                   | Parti conservateur             | 3 906  | 11,3 | 4,1 |
|                                | Derek Durkin                   | Parti socialiste               | 1 487  | 4,3  |     |
| Total (Participation : 58,2 %) | Total (Participation : 58,2 %) | Total (Participation : 58,2 %) | 34 454 | 100  |     |

#### Edinburgh North & Leith
| Candidats                      | Candidats                      | Partis                         | Voix   | %    | +/− |
| ------------------------------ | ------------------------------ | ------------------------------ | ------ | ---- | --- |
|                                | Mark Lazarowicz                | Parti travailliste             | 15 271 | 45,9 | 1,0 |
|                                | Sebastian Tombs                | Libéraux-démocrates            | 6 454  | 19,4 | 6,4 |
|                                | Kaukab Stewart                 | Parti national écossais        | 5 290  | 15,9 | 4,2 |
|                                | Iain Mitchell                  | Parti conservateur             | 4 626  | 13,9 | 4,0 |
|                                | Catriona Grant                 | Parti socialiste               | 1 334  | 4,0  |     |
|                                | Don Jacobsen                   | Parti travailliste socialiste  | 259    | 0,8  |     |
| Total (Participation : 53,2 %) | Total (Participation : 53,2 %) | Total (Participation : 53,2 %) | 33 234 | 100  |     |

#### Edinburgh Pentlands
| Candidats                      | Candidats                      | Partis                         | Voix   | %    | +/− |
| ------------------------------ | ------------------------------ | ------------------------------ | ------ | ---- | --- |
|                                | Lynda Clark                    | Parti travailliste             | 15 797 | 40,6 | 2,4 |
|                                | Malcolm Rifkind                | Parti conservateur             | 14 055 | 36,1 | 3,7 |
|                                | David Walker                   | Libéraux-démocrates            | 4 210  | 10,8 | 0,8 |
|                                | Stewart Gibb                   | Parti national écossais        | 4 210  | 10,8 | 2,2 |
|                                | Jimmy Mearns                   | Parti socialiste               | 555    | 1,4  |     |
|                                | Bill McMurdo                   | UKIP                           | 105    | 0,3  | 0,1 |
| Total (Participation : 65,1 %) | Total (Participation : 65,1 %) | Total (Participation : 65,1 %) | 38 932 | 100  |     |

#### Edinburgh South
| Candidats                      | Candidats                      | Partis                         | Voix   | %    | +/− |
| ------------------------------ | ------------------------------ | ------------------------------ | ------ | ---- | --- |
|                                | Nigel Griffiths                | Parti travailliste             | 15 671 | 42,2 | 4,6 |
|                                | Marilyne MacLaren              | Libéraux-démocrates            | 10 172 | 27,4 | 9,8 |
|                                | Gordon Buchan                  | Parti conservateur             | 6 172  | 16,6 | 4,7 |
|                                | Heather Williams               | Parti national écossais        | 3 683  | 9,9  | 3,0 |
|                                | Colin Fox                      | Parti socialiste               | 933    | 2,5  |     |
|                                | Margaret Hendry                | Cannabis légal                 | 535    | 1,4  |     |
| Total (Participation : 58,1 %) | Total (Participation : 58,1 %) | Total (Participation : 58,1 %) | 37 166 | 100  |     |

#### Edinburgh West
| Candidats                      | Candidats                      | Partis                         | Voix   | %    | +/− |
| ------------------------------ | ------------------------------ | ------------------------------ | ------ | ---- | --- |
|                                | John Barrett                   | Libéraux-démocrates            | 16 719 | 42,4 | 0,8 |
|                                | Elspeth Alexandra              | Parti travailliste             | 9 130  | 23,1 | 4,3 |
|                                | Iain Whyte                     | Parti conservateur             | 8 894  | 22,5 | 5,5 |
|                                | Alyn Smith                     | Parti national écossais        | 4 047  | 10,3 | 1,5 |
|                                | Bill Scott                     | Parti socialiste               | 688    | 1,7  |     |
| Total (Participation : 63,8 %) | Total (Participation : 63,8 %) | Total (Participation : 63,8 %) | 39 478 | 100  |     |

### Députés élus
| Circonscription              | Député sortant | Député sortant   | Député élu | Député élu       |
| ---------------------------- | -------------- | ---------------- | ---------- | ---------------- |
| Edinburgh Central            |                | Alistair Darling |            | Alistair Darling |
| Edinburgh East & Musselburgh |                | Gavin Strang     |            | Gavin Strang     |
| Edinburgh North & Leith      |                | Malcolm Chisholm |            | Mark Lazarowicz  |
| Edinburgh Pentlands          |                | Lynda Clark      |            | Lynda Clark      |
| Edinburgh South              |                | Nigel Griffiths  |            | Nigel Griffiths  |
| Edinburgh West               |                | Donald Gorrie    |            | John Barrett     |